# 呼吸频率
呼吸频率是指呼吸的速率；它由大脑中的呼吸中枢控制。一个人的呼吸频率通常以每分钟呼吸次数来衡量。呼吸频率可能会因发热或其他疾病而增加。 健康成年人在休息时的呼吸频率是每分钟12-15次呼吸。 
不同年齡的人在休息時呼吸频率各不相同： 
- 出生至6周：每分钟30-40次呼吸
- 6 个月：每分钟25-40次呼吸
- 3岁：每分钟20-30次呼吸
- 6岁：每分钟18-25次呼吸
- 10岁：每分钟17-23次呼吸
- 成人：每分钟15-18次呼吸
- 50岁：每分钟18-25次呼吸[5]
- ≥65岁老年人：每分钟12-28次呼吸[6]
- ≥80岁老年人：每分钟10-30次呼吸[6]